# 거제항 (거제시)
거제항은 경상남도 거제시 거제면 서정리에 있는 어항이다. 1986년 3월 1일 지방어항으로 지정되었다. 시설관리자는 거제시장이다.

## 어항 시설
- 방파제 375m, 물양장 436m

## 주요 어종
- 도다리
- 숭어
- 돔
- 굴
- 바지락